# 八津站
八津站（日语：／ Yatsu eki */?）是位於秋田縣仙北市西木町，屬於秋田內陸縱貫鐵道的秋田內陸線車站。

## 歷史
- 1970年（昭和45年）11月1日 - 日本國有鐵道（國鐵）角館線車站啟用，當時車站位於仙北郡西木村（日语：西木村）[1]。
- 1986年（昭和61年）11月1日 - 秋田內陸縱貫鐵道接管阿仁合線，成為秋田內陸縱貫鐵道秋田內陸南線（在1989年改名為秋田內陸線）[2]。

## 車站構造
此站是地面車站，設有2面2線的相對式月台。

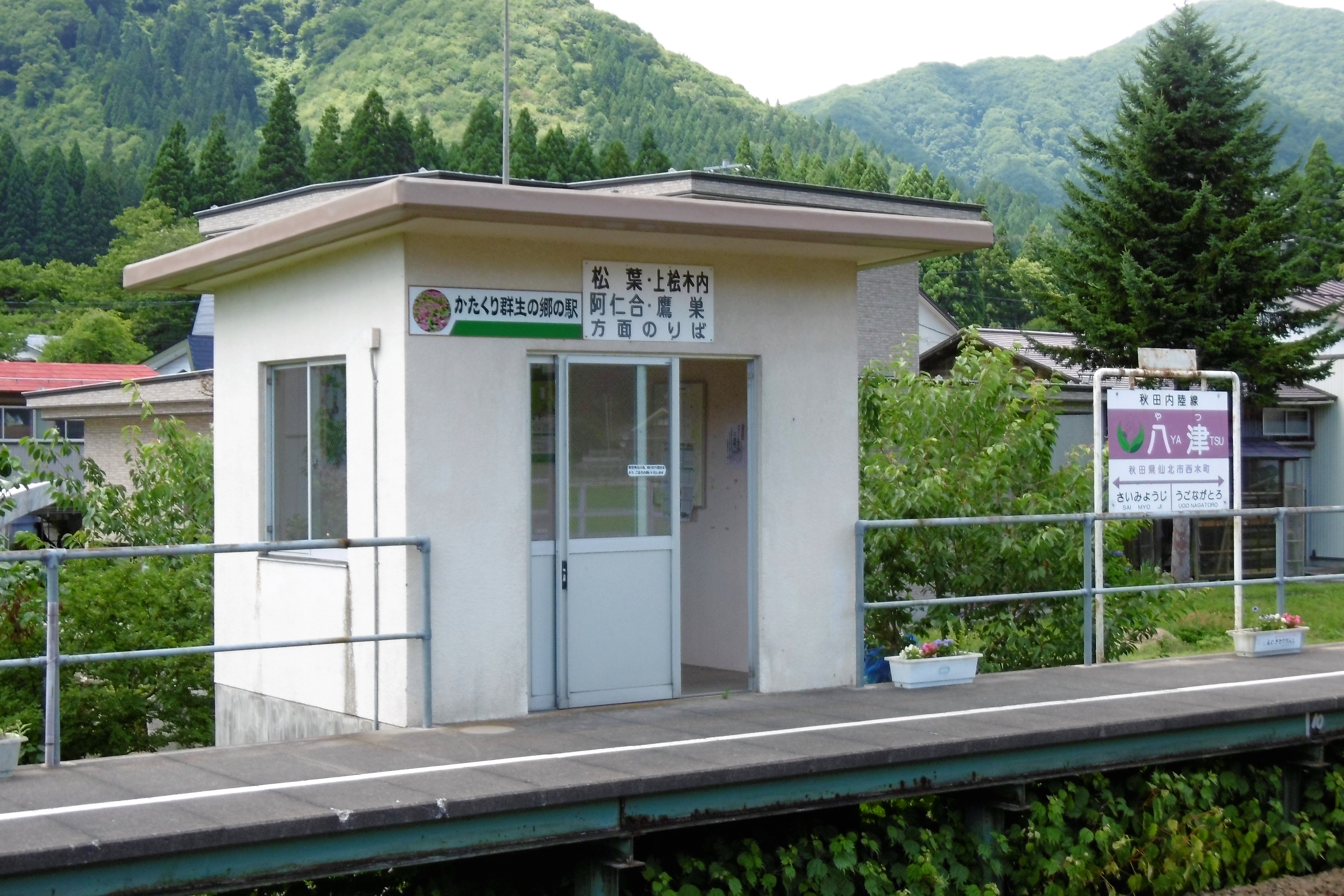
鷹巢方向月台
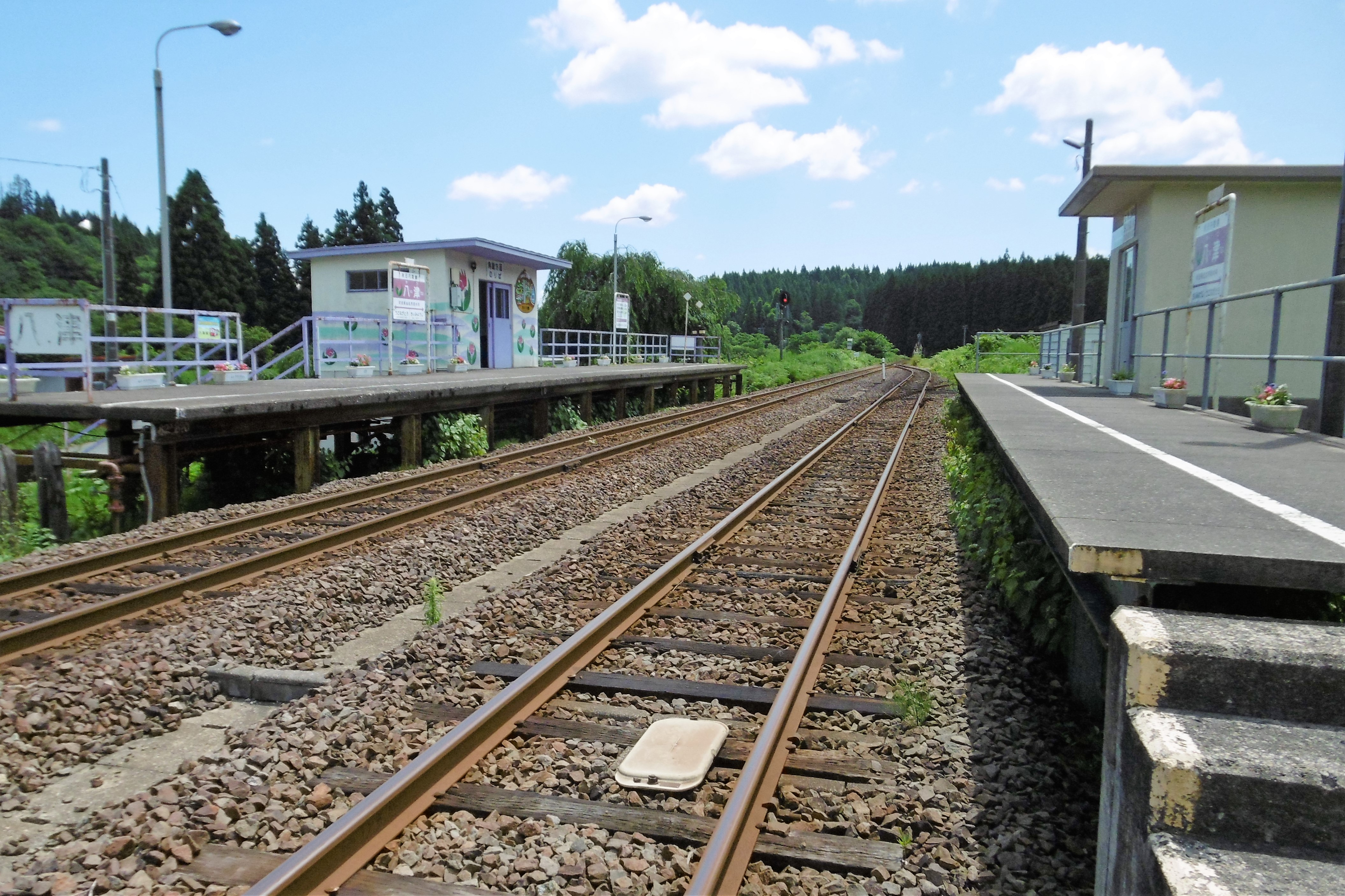
月台

## 使用狀況
| 1日上落車人次 | 1日上落車人次 |
| 年度          | 1日平均人次   |
| ------------- | ------------- |
| 2016年        | 7             |
| 2017年        | 6             |

## 車站周邊
車站東邊設有國道105號向南北兩方伸延。
- 豬牙花生長地（徒行約10分鐘）
  - 在開花季節，急行「森吉」會臨時停靠此站。

## 相鄰車站
秋田內陸縱貫鐵道
■秋田內陸線
□快速（部分下行列車停站）、■普通
羽後長戶呂－八津－西明寺

## 注腳
1. ↑  秋田県仙北市総務部企画振興課. . 株式会社 販促: 25. 2012-03 （日语）.
2. ↑  . 鐵道雜誌（日语：鉄道ジャーナル） (鐵道雜誌社). 1987-01, 21 (1): 50 （日语）.
3. ↑  国土数値情報(駅別乗降客数データ)  （页面存档备份，存于）（日語） - 統計情報研究，2020年8月30日參閲

## 外部連結
- 路線圖（各站資訊） （页面存档备份，存于）（日語） - 秋田內陸縱貫鐵道